# 곡촌항
곡촌항은 경상남도 거제시 하청면 연구리에 있는 어항이다. 2003년 2월 3일 어촌정주어항으로 지정하여 관리하고 있다. 시설관리자는 거제시장이다.

## 어항 연혁
- 옥녀봉(玉女峯) 밑의 깊은 골짜기에 위치하여 본래 골애마을이라 하였으니 곡촌(谷村)으로 하였다.

## 어항 구역
- 수역: 미지정(거제시 하청면 연구리 402-5번지 수역)
- 육역: 미지정

## 어항 시설
- 물양장, 선착장

## 주요 어종
- 도다리, 노래미, 홍합 등